# Phanotea simoni
Phanotea simoni är en spindelart som beskrevs av Lawrence 1951. Phanotea simoni ingår i släktet Phanotea och familjen Zoropsidae. Inga underarter finns listade i Catalogue of Life.